# Sofia av Minsk
Sofia av Minsk, född omkring 1140, död 5 maj 1198, var i sitt äktenskap med Valdemar den store Danmarks drottning från bröllopet den 23 oktober 1157 till makens död 12 maj 1182. 
Hon var dotter till en rysk furste – antingen Volodar av Minsk eller Vladimir av Halicz – och den polska prinsessan Rikissa, som hade gift om sig med någon av dessa furstar efter sin förste make Magnus Nilssons död. Sofia växte enligt folktron upp på Öland vid Gråborg tillsammans med sin halvbror Burislev. Hon skildras i folkvisorna som elak och hämndgirig. Enligt dessa ska hon ha bränt inne den danske prinsen Valdemars älskarinna Tove i en badstuga och "vållat hans syster Liten Kristens olycka", men inget av detta går att bevisa historiskt. Hon trolovades med Valdemar 1154 och gifte sig med honom efter mordet på hennes halvbror Knut V av Danmark 1157. Efter att ha blivit änka 1182 gifte hon om sig med lantgreven Ludvig av Thüringen 1186, men han skickade henne snart tillbaka till Danmark, där hon avled.
Barn:
1. Knut VI, född 1163, kung av Danmark.
2. Valdemar Sejr, född 5 september 1170, kung av Danmark.
3. Helena Valdemarsdotter av Danmark, gift 1202 med greve Wilhelm den fete av Lüneburg (1184–1213).
4. Rikissa av Danmark, gift med svenske kungen Erik Knutsson.
5. Sofia Valdemarsdotter av Danmark, gift med Siegfried III av Orlamünde.
6. Margareta, nunna i Roskilde.
7. Marie, nunna i Roskilde.
8. Ingeborg av Danmark, fransk drottning, född 1175 cirka. Gift år 1193 med Filip II August av Frankrike.